# Philodendron acreanum
Philodendron acreanum é uma espécie de planta da família Araceae e do gênero Philodendron.  

## Taxonomia
O táxon foi descrito oficialmente em 1913 por Kurt Krause. 